# زبان کرس
زبان کِرِسی (Keresan ‎/ˈkɛrɪsən/‎) یا کِرِس (Keres ‎/kəˈriːs/‎)، یکی از زبان‌های بومیان آمریکا است، که توسط طایفه‌هایی از مردمان پوئبلو در نیومکزیکو، بدان صحبت می‌شود. بسته به تجزیه و تحلیل زبان‌شناسان مختلف، کِرِسی گاه یک خانواده کوچک زبانی و گاه یک زبان تک‌خانواده با چندین، گویش زنجیره‌ای برشمرده شده‌ است. هر یک از هفت زبان کرسی در میان پوئبلوها برای نزدیک‌ترین همسایگان آن‌ها قابل درک متقابل است؛ ولی میان دسته غربی و شرقی تفاوت‌ها به صورتی است که بعضاً به عنوان زبان‌های جداگانه حساب می‌شوند.